# Rafael Uzcátegui (activista)
Rafael Uzcátegui (Mérida, Venezuela, 23 de agosto de 1973) es un sociólogo y activista venezolano. Entre 2015 y 2023 fue coordinador general ONG de derechos humanos PROVEA. Actualmente es director del Laboratorio de Paz.

## Educación
Rafael estudió un técnico superior universitario (TSU) en publicidad y mercadeo en el Instituto Universitario de Tecnología Industrial «Rodolfo Loero Arismendi» (IUTIRLA) y posteriormente se graduó como licenciado en sociología de la Universidad Central de Venezuela.

## Carrera
Uzcátegui ha formado parte del movimiento de derechos humanos en Venezuela desde 2005, y en 2006 se unió a la organización no gubernamental PROVEA, donde se desempeñó como coordinador del área de investigación y posteriormente como su coordinador general entre 2015 y 2023.
Desde al menos 2015 ha sido hostigado y criminalizado por su activismo por los derechos humanos, incluyendo en el programa "Con el mazo dando" del ministro de interior Diosdado Cabello y por otros funcionarios públicos en medios de televisión e impresos. Por el mismo motivo, la Comisión Interamericana de Derechos Humanos (CIDH) dictó medidas cautelares el 14 de octubre de 2015 para Rafael Uzcátegui junto con el equipo de coordinación de PROVEA.
Fue cocreador de la radio web «Humano Derecho»,ha sido miembro del Consejo de la Internacional de Resistentes a la Guerra (WRI-IRG), del consejo de redacción del periódico El Libertario,y columnista de opinión en varios medios de comunicación,incluyendo Tal Cual, Runrunes y Correo del Caroní. También ha sido asesor principal de la ONG de la Oficina en Washington para Asuntos Latinoamericanos (WOLA). Actualmente es director del Laboratorio de Paz.

## Obras
- La rebeldía más allá de la izquierda. Un enfoque postideológico para la transición democrática en Venezuela[2][4]
- Venezuela: La revolución como espectáculo. Una crítica anarquista al gobierno bolivariano[4]
- Corazón de tinta[4]